# Boarmia sonicaria
Boarmia sonicaria là một loài bướm đêm trong họ Geometridae.